# A Beginning
"A Beginning" é uma melodia composta por George Martin, produtor dos  Beatles, concebida para ser uma introdução de "Don't Pass Me By", de  Ringo Starr. Em vez disso, foi utilizada como música incidental no desenho animado Yellow Submarine,  ouvida antes de "Eleanor Rigby". Foi incluída no álbum Anthology 3  como substituta de uma "nova canção dos Beatles, Now and Then (juntamente com "Free as a Bird" e "Real Love").